# Liste des drapeaux de Suisse R
Pour les communes suisses commençant par R. Pour plus d'informations sur les conceptions, s'il vous plaît lire l'article d'une commune. 

Rocourt
Rolle
Russin